# Lieper Winkel
Peninsula Lieper Winkel este denumită după numele localității Liepe (Usedom) de pe insula Usedom. Peninsulă care a fost populată de slavi deja înainte de creștinzare fapt atestat printr-un document din anul 1128 emis de episcopul Otto de Bamberg. Regiunea este amintită ca locuită de slavi și în dania Anastasiei, văduva prințului Borislav I.

## Localități
Satele aparțin de comuna Rankwitz:
- Grüssow
- Krienke
- Liepe
- Quilitz
- Reestow
- Suckow
- Warthe

Coordonate: 53° 58′ 15" n. Br., 13° 55′ 59" ö. L.